# Алфеев, Яков Иванович
Я́ков Ива́нович Алфе́ев (1802, Российская империя — 1853, Российская империя) — русский архитектор. Оренбургский и енисейский губернский архитектор, автор проекта одного из символов Красноярска — часовни Параскевы Пятницы.

## Биография

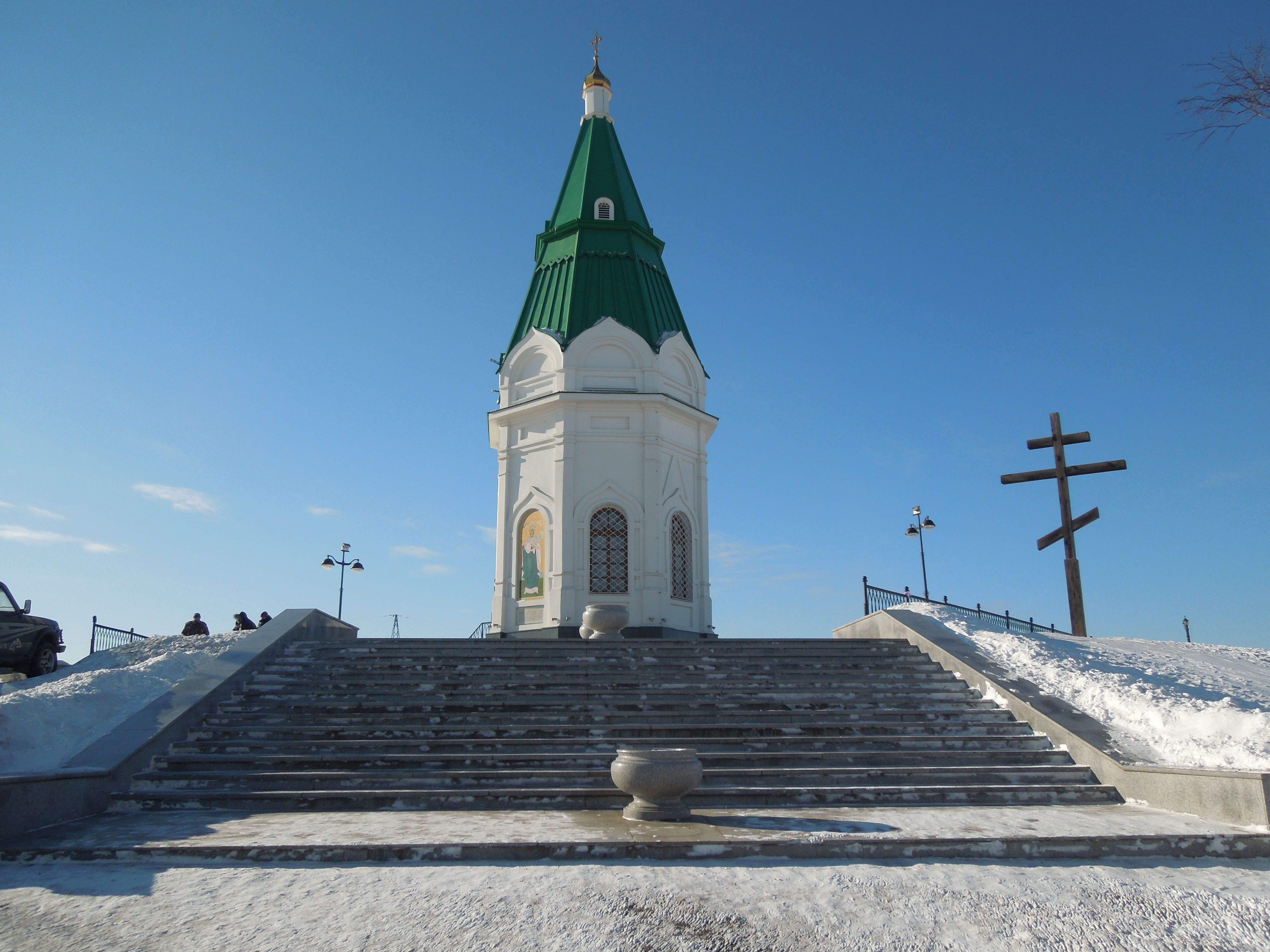
Часовня Параскевы Пятницы в Красноярске, построенная по проекту Якова Алфеева (1855)

Яков Алфеев родился в 1802 году. В 1819 году окончил духовную семинарию. В 1822 году окончил архитекторскую школу Экспедиции кремлёвского строения (ЭКС), где получил звание архитекторского помощника третьего класса.
В 1822—1830 годах работал на строительных объектах ЭКС в Москве и Царицыне. В 1826 году совместно с архитекторским помощником Василием Ильичом Канищевым снимал обмерные чертежи Среднего дворца в Царицыне. В 1828 году составил генеральный план оранжерейного участка в Царицыне, на котором изображены пять оранжерей, парники, «грунт», «школы», «садовничьи строения», скотный двор и прочее. В 1830 году Яков Алфеев получил звание архитектора за участие в восстановлении здания Арсенала в Кремле.
В 1833 году Яков Алфеев стал членом Оренбургской губернской строительной комиссии, где до апреля 1842 года работал в должности оренбургского губернского архитектора. В этот период он разработал проекты и контролировал строительство воинских казарм (1834), здания городской полиции (1834—1836) и присутственных мест (1834—1842) в Уфе.
В 1847 году причислен к Енисейской губернской строительной комиссии. В 1850—1852 годах был енисейским губернским архитектором. По его проектам были построены деревянный дом Токаревой И. И. в Красноярске, арестантские казармы в Красноярске, Канске и Минусинск. Принимал участие в строительстве сооружавшегося по проекту Константина Тона кафедрального собора во имя Рождества Пресвятой Богородицы в Красноярске.
Яков Алфеев умер в 1853 году. Уже после смерти Алфеева в 1855 году в Красноярске по его проекту была построена часовня Параскевы Пятницы на Караульной горе. Она стала одним из символов города, её изображение размещено на российской банкноте достоинством десять рублей образца 1997 года.